# 폴릭세네

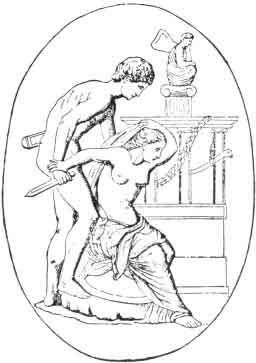
네오프톨레모스에게 죽는 폴릭세네

폴릭세네(Πολυξένη)는 그리스 신화에 나오는 트로이 전쟁의 마지막왕 프리아모스와 왕비 헤카베의 딸이며 카산드라, 파리스와 헥토르의 누이동생이다.

## 신화
남매 헥토르와 트로일로스가 아킬레스에게 전사하자 12일의 휴전 장례 동안 헥토르의 무덤에서 홀로 눈물을 흘리고 앉아있었는데, 염탐 나온 아킬레스가 폴릭세네의 아름다운 얼굴을 보고 접근하여, 청혼하며 전쟁을 끝내겠다고 약속했다. 폴릭세네는 팀블레의 아폴론 신전에서 결혼식을 올리자고 하였다. 그런데 파리스가 성벽에서 몰래 보고말았고 폴릭세네에게 어찌된 일인지 물었다. 폴릭세네가 파리스에게 아킬레스와 결혼을 올릴것이라고 말했다. 파리스는 헬레네와 헤어질 것을 염려하고,그는 형제들의 원수라는 생각을 했다. 파리스는 아킬레스를 죽일 작정을 하고, 결혼식날 신전에 먼저 가서 아폴론 신상에 기도해, 아킬레스의 약점을 알아낸다. 그리고 신상 뒤에 활을 들고 숨어 아킬레스가 오기를 기다렸다. 한편, 아킬레스는 오디세우스와 아이아스에게 파리스의 계략이 아니냐는 충고를 받고 가지 말 것을 권고받는다. 그러나 아킬레스는 결혼하면 처남 매부 사이가 될것인데 무엇을 걱정하느냐고 말한 뒤 신전으로 갔다. 잠시 뒤, 폴릭세네가 예쁘게 몸치장을 하고 나오자, 아킬레스도 나타나 결혼 서약을 하려고 했다. 아킬레스가 폴릭세네를 껴안으려고 했을때, 파리스가 독화살을 날려 아킬레스건을 맞혀 쓰러트렸다. 파리스가 나타나자, 아킬레스는 폴릭세네에게 파리스와 짜고 속였다며 소리치고 죽었다. 파리스는 당황하는 폴릭세네를 끌어낸다.
오비디우스의 《변신이야기》에 따르면, 1년 뒤, 그리스가 트로이를 함락한 뒤 많은 여인을 전리품으로 나눠 가졌는데, 출항 전 바닷가에서 아킬레스의 망령이 폴릭세네가 자신을 죽게 하였다 생각해서 아가멤논에게 자신의 공적에 대한 전리품으로 폴릭세네를 자신의 무덤에 제물로 바치라고 하였다. 아가멤논은 아킬레스의 아들 네오프톨레모스에게 무덤의 제단에서 폴릭세네를 제물로 바치라고 하였다. 끌려온 폴릭세네는 자신을 죽이려는 네오프톨레모스를 쳐다보며 옷을 찢어 벗은 뒤 가슴을 내보이며 가슴을 찌르라고 하였고, 순결한 처녀의 몸으로 죽게 해달라고 요구하였다. 네오프톨레모스는 그녀를 살려주고 싶었으나, 제물로 바쳐야 하기에 그녀의 가슴을 찔렀다. 그녀가 죽고난 뒤 네오프톨레모스는 그녀를 아킬레스의 무덤에 묻었다.